# Альошкін (Брянська область)
Альошкін  (стара українська назва - Олешки, рос. Алешкин) - селище у Суразькому районі Брянської області Російської Федерації. Належить до українського історичного та етнічного краю Стародубщини.
Орган місцевого самоврядування - Кулазьке сільське поселення. Населення становить ▬ 7  осіб (2013).

## Назва
Минулі та альтернативні назви - Олешки, Олешкине (рос. Алешкино, Алешки).

## Географія
Населений пункт розташований на відстані 11 км від районного центру Суража, 129 км від обласного центру міста Брянська та 464 км від столиці Росії - Москви.

## Історія
Виник у другій половині XIX століття як хутір.
Напередодні Українських національно-визвольних змагань, згідно з адміністративним поділом 1916 року - хутір Чернігівської губернії, Суразького повіту, Лялицької волості.
У 1918 році, згідно з Берестейським миром, належало до Української Народної Республіки та Української Держави Скоропадського.
У 1919 році селище було приєднане до Гомельської губернії, підпорядкове Суразькому повіту.
Згідно із Списком населених місць Брянської губернії за 1928 рік, Олешки - хутір, Брянська губернія Клінцовський повіт, Суразька волость, Глухівська сільрада; число господарств 17; переважна народність - росіяни.
У 1929-1937 року належало до Західної області РСФСР. Адміністративно підпорядковувалося Клинцівській окрузі, Суразькому району, Лялицькій сільраді.
У 1937-1944 роках належало до Орловської області, відтак відійшло до новоутвореної Брянської області.

## Населення
Населення за даними переписом 1926 року - чоловічої статі 39, жіночої статі 40, всього - 79 осіб.
У минулому чисельність мешканців була такою:
| Роки      | 1892 | 1902 | 1926 | 2002 | 2010 |
| --------- | ---- | ---- | ---- | ---- | ---- |
| Населення | 51   | 57   | 79   | 11   | 7    |